# Списък с епизоди на „Батман: Смели и дръзки“
Това е списъкът с епизоди на анимационния сериал „Батман: Смели и дръзки“ с оригиналните дати на излъчване в САЩ и България.

## Сезон 1: 2008-2009
| Номер | Заглавие                                                             | Първо излъчване в САЩ | Първо излъчване в България                      |
| ----- | -------------------------------------------------------------------- | --------------------- | ----------------------------------------------- |
| 01    | Възходът на Синия бръмбар! (The Rise of the Blue Beetle!)            | 14 ноември 2008 г.    | 11 януари 2010 г. Тийзър - 4 март 2010 г.       |
| 02    | Ужас на Острова на динозаврите! (Terror on Dinosaur Island!)         | 21 ноември 2008 г.    | 12 януари 2010 г. Тийзър - 5 март 2010 г.       |
| 03    | Злото в морските дълбини! (Evil Under the Sea!)                      | 5 декември 2008 г.    | 13 януари 2010 г. Тийзър - 6 март 2010 г.       |
| 04    | Нашествието на Дядо Коледовците! (Invasion of the Secret Santas!)    | 12 декември 2008 г.   | 15 януари 2010 г. Тийзър - 8 март 2010 г.       |
| 05    | Денят на Черния рицар! (Day Of The Dark Knight!)                     | 2 януари 2009 г.      | 14 януари 2010 г. Тийзър - 7 март 2010 г.       |
| 06    | Посрещнете Аутсайдерите! (Enter the Outsiders!)                      | 9 януари 2009 г.      | 16 януари 2010 г. Тийзър - 9 март 2010 г.       |
| 07    | Зората на Мъртвеца! (Dawn of the Dead Man!)                          | 16 януари 2009 г.     | 17 януари 2010 г. Тийзър - 10 март 2010 г.      |
| 08    | Падението на Синия бръмбар! (Fall of the Blue Beetle!)               | 23 януари 2009 г.     | 18 януари 2010 г. Тийзър - 11 март 2010 г.      |
| 09    | Пътуване до центъра на прилепа! (Journey to the Center of the Bat!)  | 30 януари 2009 г.     | 19 януари 2010 г. Тийзър - 12 март 2010 г.      |
| 10    | Очите на Десперо! (The Eyes of Despero!)                             | 6 февруари 2009 г.    | 20 януари 2010 г. Тийзър - 13 март 2010 г.      |
| 11    | Завръщането на Страховитите зъби! (Return of the Fearsome Fangs!)    | 20 февруари 2009 г.   | 21 януари 2010 г. Тийзър - 14 март 2010 г.      |
| 12    | Батман под прикритие! (Deep Cover for Batman!)                       | 27 февруари 2009 г.   | 22 януари 2010 г. Тийзър - 17 февруари 2010 г.  |
| 13    | Краят на Совата! (Game Over for Owlman!)                             | 6 март 2009 г.        | 23 януари 2010 г. Тийзър - 18 февруари 2010 г.  |
| 14    | Мистерия в космоса! (Mystery in Space!)                              | 13 март 2009 г.       | 24 януари 2010 г. Тийзър - 19 февруари 2010 г.  |
| 15    | Страданията на демона! (Trials of the Demon!)                        | 20 март 2009 г.       | 29 януари 2010 г. Тийзър - 20 февруари 2010 г.  |
| 16    | Нощта на Жената-ловец! (Night of the Huntress!)                      | 8 май 2009 г.         | 25 януари 2010 г. Тийзър - 21 февруари 2010 г.  |
| 17    | Заплахата на Пещерния завоевател! (Menace of the Conqueror Caveman!) | 15 май 2009 г.        | 26 януари 2010 г. Тийзър - 22 февруари 2010 г.  |
| 18    | Цветът на отмъщението! (The Color of Revenge!)                       | 22 май 2009 г.        | 27 януари 2010 г. Тийзър - 23 февруари 2010 г.  |
| 19    | Легенди за Черното мъниче! (Legends of the Dark Mite!)               | 29 май 2009 г.        | 28 януари 2010 г. Тийзър - 24 февруари 2010 г.  |
| 20    | Слава на Тиранина Торнадо! (Hail to the Tornado Tyrant!)             | 5 юни 2009 г.         | 30 януари 2010 г. Тийзър - 25 февруари 2010 г.  |
| 21    | Дуелът на измамниците! ("Duel of the Double Crossers!)               | 12 юни 2009 г.        | 31 януари 2010 г. Тийзър - 26 февруари 2010 г.  |
| 22    | Последният прилеп на Земята! (The Last Bat On Earth!)                | 19 юни 2009 г.        | 1 февруари 2010 г. Тийзър - 27 февруари 2010 г. |
| 23    | Атаката на ОМАК! (When OMAC Attacks!)                                | 16 октомври 2009 г.   | 2 февруари 2010 г. Тийзър - 28 февруари 2010 г. |
| 24    | Музикален хаос! (Mayhem of the Music Meister!)                       | 23 ноември 2009 г.    | 4 февруари 2010 г. Тийзър - 2 март 2010 г.      |
| 25    | В сънищата на Аутсайдерите! (Inside the Outsiders!)                  | 6 ноември 2009 г.     | 5 февруари 2010 г. Тийзър - 3 март 2010 г.      |
| 26    | Съдбата на Екуинокс! (The Fate of Equinox!)                          | 13 ноември 2009 г.    | 3 февруари 2010 г. Тийзър - 1 март 2010 г.      |

## Сезон 2: 2009-2011
| Номер | Заглавие                                                                                          | Първо излъчване                                       | Първо излъчване в България                                         |
| ----- | ------------------------------------------------------------------------------------------------- | ----------------------------------------------------- | ------------------------------------------------------------------ |
| 27    | Гибелна надпревара! (Death Race to Oblivion!)                                                     | 20 ноември 2009 г.                                    | 12 януари 2011 г.                                                  |
| 28    | Дългата ръка на закона! (Long Arm of the Law!)                                                    | 11 декември 2009 г.                                   | 10 януари 2011 г.                                                  |
| 29    | Отмъщението на Рийч! (Revenge of the Reach!)                                                      | 1 януари 2010 г.                                      | 11 януари 2011 г.                                                  |
| 30    | Невероятното приключение на Аквамен! (Aquaman's Outrageous Adventure!)                            | 8 януари 2010 г.                                      | 13 януари 2011 г.                                                  |
| 31    | Златната ера на справедливостта! (The Golden Age of Justice!)                                     | 15 януари 2010 г.                                     | 14 януари 2011 г.                                                  |
| 32    | Отборът на помощниците! (Sidekicks Assemble!)                                                     | 22 януари 2010 г.                                     | 19 януари 2011 г.                                                  |
| 33    | Сблъсъкът на Металните! (Clash of the Metal Men!)                                                 | 29 януари 2010 г.                                     | 17 януари 2011 г.                                                  |
| 34    | Разтроеният прилеп! (A Bat Divided!)                                                              | 5 февруари 2010 г.                                    | 18 януари 2011 г.                                                  |
| 35    | Супер-Батман от планетата Х! (The Super-Batman of Planet X!)                                      | 26 март 2010 г.                                       | 20 януари 2011 г.                                                  |
| 36    | Силата на Шазам! (The Power of Shazam!)                                                           | 2 април 2010 г.                                       | 21 януари 2011 г.                                                  |
| 37    | Да заловиш Чил! (Chill of the Night!)                                                             | 9 април 2010 г.                                       | 24 януари 2011 г.                                                  |
| 38    | Горили в нашата среда! (Gorillas In Our Midst!)                                                   | 16 април 2010 г.                                      | 25 януари 2011 г.                                                  |
| 39    | Нападението на Звездо!, първа част (The Siege of Starro! Part One)                                | 13 юни 2010 г. 17 септември 2010 г.                   | 26 януари 2011 г.                                                  |
| 40    | Нападението на Звездо!, втора част (The Siege of Starro! Part Two)                                | 24 септември 2010 г.                                  | 27 януари 2011 г.                                                  |
| 41    | Реквием за един ален бързак! (Requiem for a Scarlet Speedster!)                                   | 29 май 2010 г. 1 октомври 2010 г.                     | 28 януари 2011 г.                                                  |
| 42    | Последният патрул! (The Last Patrol!)                                                             | 18 септември 2010 г. 8 октомври 2010 г.               | 31 януари 2011 г.                                                  |
| 43    | Маската на Мачес Малоун! (The Mask of Matches Malone!)                                            | 25 септември 2010 г. 25 септември 2010 г. (Австралия) | 1 февруари 2011 г.                                                 |
| 44    | Заплахата на Медниките! (Menace of the Madniks!)                                                  | 2 октомври 2010 г. 15 октомври 2010 г.                | 2 февруари 2011 г.                                                 |
| 45    | Император Жокер! (Emperor Joker!)                                                                 | 9 октомври 2010 г. 22 октомври 2010 г.                | 3 февруари 2011 г.                                                 |
| 46    | Обърканата конспирация! (The Criss Cross Conspiracy!)                                             | 29 октомври 2010 г.                                   | 4 февруари 2011 г.                                                 |
| 47    | Нападението на прототипите! (Plague of the Prototypes!)                                           | 5 ноември 2010 г.                                     | 7 февруари 2011 г. (не на български) 2012 г. (на български по bTV) |
| 48    | Борци за свобода! (Cry Freedom Fighters!)                                                         | 12 ноември 2010 г.                                    | 8 февруари 2011 г.                                                 |
| 49    | Утрешните рицари!"(The Knights of Tomorrow!)                                                      | 19 ноември 2010 г.                                    | 9 февруари 2011 г.                                                 |
| 50    | Нападението на Дарксайд! (Darkseid Descending!)                                                   | 3 декември 2010 г.                                    | 10 февруари 2011 г.                                                |
| 51    | Бат-Мит представя: Най-странните случаи на Батман! (Bat-Mite Presents: Batman's Strangest Cases!) | 19 януари 2011 г. 1 април 2011 г.                     | 11 февруари 2011 г.                                                |
| 52    | Злият Г-н Мозък! (The Malicious Mr. Mind!)                                                        | 20 януари 2011 г. 8 април 2011 г.                     | 14 февруари 2011 г.                                                |

## Сезон 3: 2011
| Номер | Заглавие                                                           | Първо излъчване                      | Първо излъчване в България |
| ----- | ------------------------------------------------------------------ | ------------------------------------ | -------------------------- |
| 53    | Жокера: Долният и подлият! (Joker: The Vile and the Villainous!)   | 15 април 2011 г.                     | 20 февруари 2012 г.        |
| 54    | Сянката на прилепа! (Shadow of the Bat!)                           | 22 април 2011 г.                     | 21 февруари 2012 г.        |
| 55    | Нощта на Батманите! (The Night of the Batmen!)                     | 29 април 2011 г.                     | 22 февруари 2012 г.        |
| 56    | Презрението на Звездния сапфир! (Scorn of the Star Sapphire!)      | 26 юли 2011 г. 16 септември 2011 г.  | 23 февруари 2012 г.        |
| 57    | Битката на супергероите! (Battle of the Superheroes!)              | 25 март 2011 г.                      | 24 февруари 2012 г.        |
| 58    | Пауза за отмъщение! (Time Out for Vengeance!)                      | 28 юли 2011 г. 23 септември 2011 г.  | 27 февруари 2012 г.        |
| 59    | Мечът на атома! (Sword of the Atom!)                               | 29 юли 2011 г. 30 септември 2011 г.  | 28 февруари 2012 г.        |
| 60    | Триумвиратът на терора! (Triumvirate of Terror!)                   | 1 август 2011 г. 7 октомври 2011 г.  | 29 февруари 2012 г.        |
| 61    | Смели начала! (Bold Beginnings!)                                   | 1 август 2011 г. 14 октомври 2011 г. | 1 март 2012 г.             |
| 62    | Безсилен! (Powerless!)                                             | 5 август 2011 г. 21 октомври 2011 г. | 2 март 2012 г.             |
| 63    | Криза на 22300 мили над Земята! (Crisis 22 300 Miles Above Earth!) | 3 август 2011 г. 28 октомври 2011 г. | 5 март 2012 г.             |
| 64    | Four Star Spectacular!                                             | 8 август 2011 г. 4 ноември 2011 г.   | 6 март 2012 г.             |
| 65    | Mitefall!                                                          | 4 август 2011 г. 4 ноември 2011 г.   | 7 март 2012 г.             |